# شيفروليه ديلراي
شيفروليه ديلراي (بالإنجليزية: Chevrolet Delray)‏، هي سيارة فردية من إنتاج شركة شيفروليه الأمريكية، بدأت صناعتها عام 1954 وتوقفت عام 1958م.